# Dorfkirche Drebenstedt

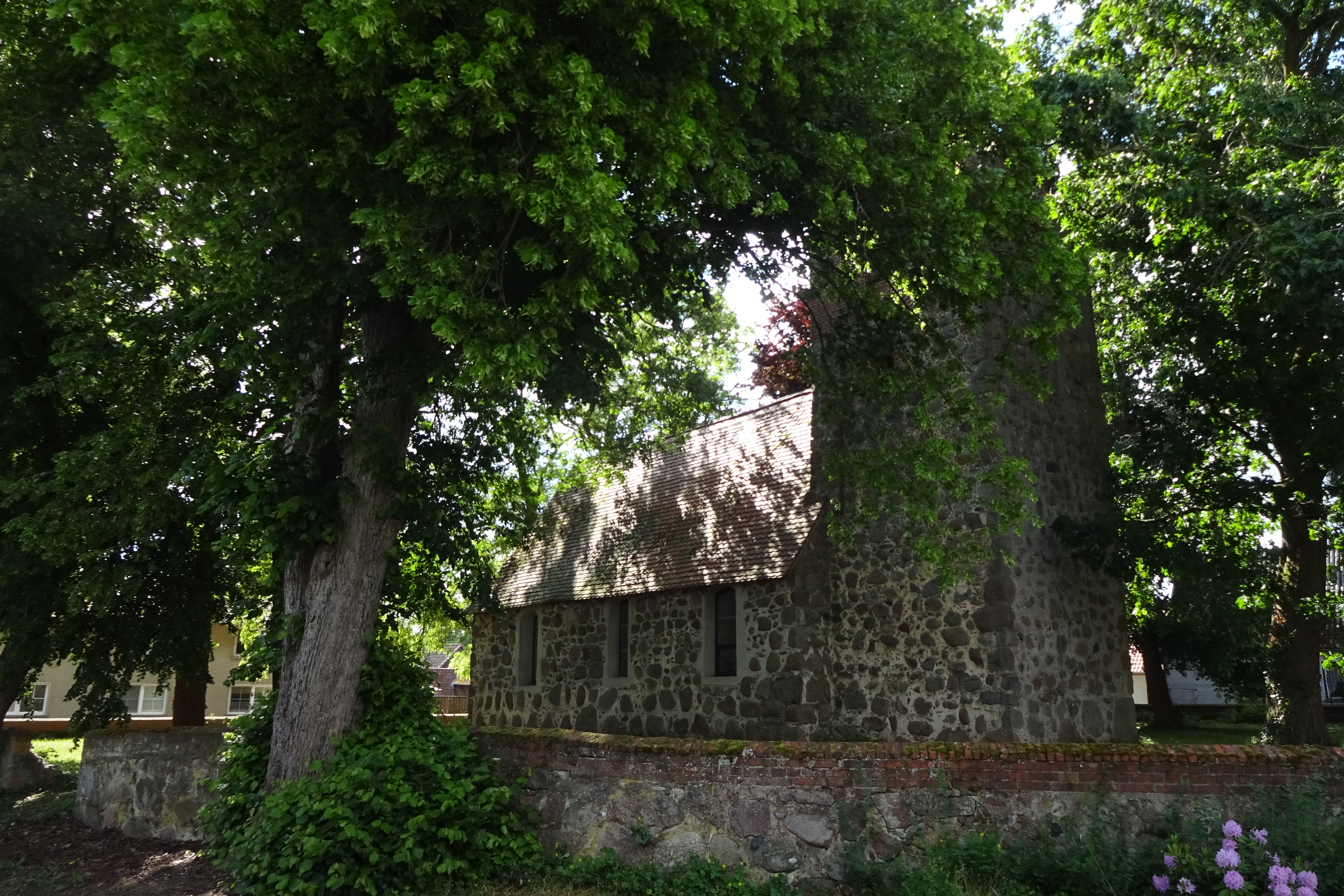
Dorfkirche in Drebenstedt, Ansicht von Südwesten

Die evangelische Dorfkirche Drebenstedt ist eine gotische Saalkirche im Ortsteil Drebenstedt von Jübar im Altmarkkreis Salzwedel in Sachsen-Anhalt. Sie wurde zwischen dem 14. und 15. Jahrhundert erbaut und gehört zur Kirchengemeinde Drebenstedt im Kirchenkreis Salzwedel der Evangelischen Kirche in Mitteldeutschland. Das Kirchengebäude steht seit dem Ende des 20. Jahrhunderts unter Denkmalschutz.

## Lage
Die Kirche Drebenstedt steht an der Südostseite des nach Osten hin geöffneten Sackgassendorfs unter der Adresse Dorfstraße. Sie ist streng geostet und als Rechtecksaal mit rechteckigem Vorbau sowie einem Westturm ausgeführt. Alle Bauteile wurden in unregelmäßig bearbeiteten und regellos versetzten Feldsteinen erbaut. Besonders am Westende der Südseite sind einige Mauerteile aus Feldsteinmauerwerk des 19. Jahrhunderts zu finden, die wohl auf Ausbesserungsarbeiten zurückzuführen sind. Rund um das Kirchenareal liegt der Kirchhof, der mit einer kleinen Steinmauer umgrenzt ist.

## Geschichte
Die Kirche wurde im Mittelalter (im 14. oder 15. Jahrhundert) als kleine Feldsteinsaalkirche im Zentrum der Dorfanlage erbaut. Die südliche Vorhalle folgte in einer zweiten Bauphase, deren Bauzeit jedoch nicht genauer angegeben werden kann, da sich das Mauerwerk nicht wesentlich voneinander unterscheidet.
Wahrscheinlich gab es schon 1375 eine Kirche, da in Dokumenten aus dieser Zeit zwei Pfarrhufen erwähnt werden. Auch bei einer Nennung der Kirche im Jahr 1458 ist nicht sicher, ob diese sich auf das erhaltene Bauwerk oder einen Vorgängerbau bezog.
Die hohen stichbogigen Fenster (an der Ost- und Südseite je zwei, an der Nordseite drei) stammen vermutlich in ihrer heutigen Form aus dem 18. Jahrhundert. Demgegenüber stammt eine vermauerte mittig angebrachte Öffnung mit Backsteingewände an der Ostseite aus dem Mittelalter.
Vor dem stichbogigen Südportal ist ein Vorbau mit stichbogigem Zugang angebaut. Der Südeingang am Turm hat einen spitzwinkligen Abschluss. Im Glockengeschoss gibt es je ein stichbogiges Backsteinfenster aus der Bauzeit an der Süd-, West und Nordseite.
Der Kirchturm wurde im 19. Jahrhundert oberhalb der Firsthöhe mit Backstein aufgestockt und nicht verputzt. In dem erhöhten Turmbau befindet sich eine Kirchturmuhr und die Glockenstube mit Schallluken.

## Architektur
Im Ostgiebel ist ein Schlitzfenster aus Backstein angeordnet.
Der Westturm weist einen annähernd quadratischen Grundriss mit Seitenlängen von knapp fünf Metern auf. Er wird mit einem Knickhelm abgeschlossen, auf dessen Spitze eine vergoldete Turmkugel montiert ist.
Das Kirchenschiff ist mit einem steilen, ziegelgedeckten Satteldach bekrönt.
Die Decke des Kirchensaals ist flach. Am Ostende der Südwand ist eine kleine quadratische Nische in der Wand eingearbeitet, die vor der Reformation als Tabernakel diente. Am Ostende der Nordwand wurden zwei Bilder eines Zyklus von Wandmalereien zu den Themen Kreuzigung und Kreuztragung freigelegt. Die von breiten roten Linien gerahmten Bilder waren Bestandteil einer wesentlich umfangreicheren Bilderwand.
Eine Empore trägt die Orgel und eine Winterkirche.

## Ausstattung
Der Altar besteht aus einer dicken steinernen Tischplatte, die auf einem kompakten unverputzten Feldstein-Unterbau aufliegt. Das Retabel war anfangs mit etwa 30 cm hohen schlanken und bemalten Schnitzfiguren geschmückt. In späteren Jahren nahm die Gemeinde diese Figuren ab und lagerte sie auf dem Dachboden der Kirche. Dort wurden sie bei Renovierungsarbeiten zum Ende des 20. Jahrhunderts wiederentdeckt und dem Danneil-Museum in Salzwedel übergeben. Die größeren Skulpturen stehen auf polygonalen, profilierten Sockeln.
Vor Ort sind noch zwei spätgotische Figuren vorhanden (ein hölzernes Kruzifix und eine Madonna mit Kind auf einer Konsole); eine weitere, noch 1913 erwähnte Heiligenfigur ist nicht mehr vorhanden.
Im Jahr 1917 gab es noch zwei Bronzeglocken, von denen die jüngere und größere aus dem Jahr 1901 als Metallspende abgeliefert werden musste. Die ältere stammte aus dem Jahr 1712. Allerdings erhielt die Kirchengemeinde später wohl neue Glocken, denn auf der Website heißt es: „der schöne Klang unserer Glocken“ lockt die Menschen zu einem Besuch.
Die Orgel ist über 120 Jahre alt. Durch den Einbau einer Winterkirche auf der Empore wurde das Gotteshaus ganzjährig nutzbar gemacht.

## Gemeindeleben
Zur Kirchengemeinde gehören mittlerweile 18 dörfliche Kirchengruppen, regelmäßig wird ein gemeinsamer Gemeindebrief herausgegeben.